# بيرني إكليستون
بيرنارد تشارلز إكليستون (بالإنجليزية: Bernie Ecclestone)‏ الملقب بـ «بيرني إكليستون» هو رجل أعمال بريطاني ومالك الحقوق التجارية لبطولة العالم لسباقات الفورمولا 1.

## روابط خارجية
- بيرني إكليستون على موقع IMDb (الإنجليزية)
- بيرني إكليستون على موقع قاعدة بيانات الفيلم (الإنجليزية)
- بيرني إكليستون على موقع Racing-Reference.info (الإنجليزية)
- بيرني إكليستون على موقع DriverDB.com (الإنجليزية)